# فرانك بوش (لاعب كرة قدم أمريكية أمريكي)
فرانك بوش (بالإنجليزية: Frank Bush)‏ هو لاعب كرة قدم أمريكية أمريكي، ولد في 10 يناير 1963 في أثينا في الولايات المتحدة.

## وصلات خارجية
- فرانك بوش على موقع مرجع كرة القدم المحترفة.كوم (الإنجليزية)